# Resumen documental

Esquema de un resumen documental

El resumen documental (Abstract (summary), en inglés) es una representación abreviada, objetiva y precisa del contenido de un documento o recurso, sin interpretación crítica y sin mención expresa del autor del resumen.
Es la parte inicial, donde formalmente se da a conocer el ambiente en el que la historia se va a desarrollar y se suelen detallar las características de los personajes principales, incluyendo su pasado, presente, aptitudes, psicología, etc.. Así mismo, se explicitan las características de los lugares y el tiempo. El resumen documental expresa la decisión del autor de presentar explícita o implícitamente, completas o incompletas sus ideas, como parte de su estrategia narrativa.

## Necesidad de su uso
A causa de la gran cantidad de información, ha aumentado la necesidad de identificar lo más rápida y exactamente posible el contenido de cada documento. Esto se facilita si el autor, el especialista en la materia del documento, o el profesional de la documentación, encabezan cada documento con un título significativo y un resumen bien elaborado.

## Definiciones del término
El objeto de un resumen es la extracción de contenidos principales de un documento con el fin de facilitar su indización, búsqueda y recuperación, así como dar a conocer de antemano el contenido del documento o recurso para que el usuario decida sobre la conveniencia de consultar o no el texto completo.
He aquí algunas de las definiciones ya clásicas sobre resúmenes:
Paul Otlet En su tratado de documentación, define la operación de resumir de la forma siguiente: “consiste en el análisis bajo forma sucinta de lo que se contiene en los documentos”
Para Van Dijk “un resumen es la manifestación textual de la macro estructura de un texto”. Para este mismo autor, resumir es la operación por la que se abrevia el contenido de un documento y se lo representa por un cierto número de oraciones que expresan la sustancia.
Para Moreiro González “resumir es una actuación sobre el contenido de los documentos para aminorar la abundancia de información contenida en ellos y para realzar aquellas partes del mensaje que más convienen a los usuarios. Tras ello, el mensaje original queda transformado, pasando a formar un nuevo documento que conocemos como resumen: texto autónomo, breve y completo gramaticalmente, que recoge el contenido substantivo de otro, primero u original”
José López Yepes define resumir como una técnica documental que nace de la ciencia moderna y cuyo resultado, el resumen, es un documento secundario que se desarrolla sobre un vehículo informativo, como es la publicación de carácter científico.
Sin embargo, existen varios estándares internacionales referidos a los resúmenes, entre los que destacan las siguientes normas: ANSI/NISO Z39.14-1997 (R2002) Guidelines for Abstracts, un estándar que ayuda a los autores y editores a elaborar resúmenes o abstract ya que describe los componentes de un resumen, además de los estilos más apropiados.

## Tipología
Los resúmenes pueden ser caracterizados de innumerables formas, pero una de las más frecuentes es caracterizarlos por su extensión. Sin embargo, según Frederick Lancaster, no hay ninguna razón para que todos los resúmenes tengan aproximadamente el mismo tamaño, ya que los factores que determinan la extensión de un resumen varían en función de:
- 1. La extensión del ítem que se está resumiendo
- 2. La complejidad del contenido temático
- 3. La diversidad del contenido temático (cantidad de tópicos que cubre)
- 4. La importancia del ítem para la institución que elabora el resumen
- 5. La accesibilidad del contenido temático (limitaciones de tipo físico o intelectual)
- 6. El costo (tiempo de preparación del resumen, composición tipográfica, papel, etc.)
- 7. La finalidad (selección, acceso)
- 8. Características de los posibles usuarios
- 9. Condiciones de trabajo de los analistas

¿Para qué sirve un resumen? La elaboración de ese tipo de textos es muy útil, porque permite seleccionar y organizar las ideas o datos más importantes e interesantes del texto original (una lección, un capítulo de un libro), ya sea para estudiar, para presentar una exposición oral o para hacer un trabajo académico. Definir y esquematizar la información esencial de un tema, de manera que, al hacer el resumen, se pueda comprobar si se ha entendido bien su contenido o si hay dificultades en algún aspecto concreto. Además, facilitar la comprensión y el aprendizaje de nuevos conocimientos y, al mismo tiempo, la preparación de apuntes y exámenes.
Síntesis: consiste en resumir diversos textos que tratan un mismo tema o temas relacionados. 
Esta técnica permite reunir los elementos esenciales de cada texto para obtener un resumen 
coherente.No se trata de producir un resumen diferente de cada texto, sino un solo resumen 
que sintetice y relacione los textos de partida.La práctica de la síntesis es muy útil para 
preparar los exámenes y tu capacidad para relacionar y comparar los datos o ideas de estas 
diversas fuentes y todo ello en un espacio y un tiempo limitado.
Abstract: Es una síntesis, que encabeza los artículos científicos. Habitualmente se incluye 
en el propio artículo, después del título y en la primera página.Su función es informar sobre
el contenido del texto a fin de que los posibles lectores se pueden hacer idea general en poco tiempo y decidir si les interesa leer el documento íntegro. Sintetiza las aportaciones más destacadas del artículo:el tema que se propone estudiar, la metodología aplicada y, sobre todo, los resultados obtenidos; no supera las 15 líneas de extensión.

### Tipos de resúmenes documentales
- El resumen indicativo es el más sencillo y barato de redactar; no supera las 100 palabras e incluye solo el tema/s del documento (objetivo/s) y a veces la metodología.

- El resumen informativo es el más completo y difícil de confeccionar. Profundiza en mayor medida en el documento resumido y organiza la información siguiendo la secuencias que articulan el trabajo científico (objetivos, metodología, resultados y conclusiones)

- El resumen crítico es el menos utilizado con diferencia. Su estructura es también igual que la del resumen informativo, pero tras las conclusiones incorpora otra sección denominada crítica, donde el autor/a realiza una valoración del trabajo resumido.

- El resumen estructurado es muy parecido al informativo, diferenciándose de él en dos aspectos: incorpora a su superestructura una o dos secciones más que aquél, el background o antecedentes de la investigación resumida y, opcionalmente, el valor/originalidad de ella y también reproduce de modo explícito el esquema formal o la superestructura del resumen.

### Autoría de los resúmenes
- De especialista o experto: en ocasiones los responsables de publicaciones periódicas, u otro tipo de documentos, encargan a especialistas en la materia sobre la que trata esa publicación los resúmenes de los artículos que en ella aparecen.
- Del documentalista o profesional de la documentación: Quien elabora los resúmenes para los servicios o las revistas de resúmenes. El verdadero profesional de la documentación ha de tener una preparación como analista de la información y también una formación en el tema de las obras que vaya a resumir.

### Según su uso
- Documento primario: libros, artículos, normas, actas, etc. pueden llevar un resumen, generalmente al comienzo del documento. Debe indicar las razones por las cuales fue escrito, las técnicas y métodos utilizados y los resultados y conclusiones.
- Documento secundario: son los que aparecen en las revistas de resúmenes. Son éstos documentos secundarios cuya función es mantener al investigador en contacto continuo con lo publicado y actuar como un servicio de búsqueda retrospectiva de la información
- Base de datos: son sistemas de información automatizada, de almacenamiento y acceso electrónico a la información. Serían los servicios de resúmenes o las revistas que reciben tratamiento automatizado.

### Según la técnica
- Manual: realizado por mediación humana. El autor del resumen puede ser el propio autor del documento original que es quien mejor conoce el tema, o un especialista en la materia. Un problema que puede derivarse de este tipo de autoría es que tanto el autor como los especialistas en una materia concreta pueden conocer muy bien el tema, pero desconocer la metodología del resumen y el análisis.
- Automatizado: resumen realizado por métodos mecánicos, sin intervención humana. Pueden ser:
  - Extracción: operan sobre uno o varios documentos entresacando la información más relevante por medio de la extracción de las oraciones que responden a unos criterios determinados y presentando únicamente las oraciones del texto original que más se ajustan a los criterios dados.
  - Abstracción: generan un nuevo documento con una nueva redacción, a partir de la información contenida en el primero. Este tipo de resumen presenta una excesiva dificultad técnica y la investigación en este ámbito ha comenzado con el procesamiento del lenguaje natural.
  - Gráfico-relacionales: basado en técnicas vectoriales y algoritmos gráficos de mapeo de la información que comparan conjuntos de documentos para extraer sus similitudes y diferencias.

Otras formas documentales según Pinto Molina:
Epítome: compendio de una obra extensa, que contiene de manera abreviada las ideas fundamentales.
Anotación: comentario, explicación o descripción breve del contenido, situada a menudo en forma de nota a continuación de la referencia bibliográfica del documento.
Extracto: implica una selección organizada de párrafos y frases claves del documento original.
Compendio: reducción del original, es una exposición abreviada de lo más significativo y relevante de un documento.
Sumario: es la repetición dentro de un documento de los aspectos o epígrafes más significativos.
Reseña: recoge las principales ideas del original analizado e incluye comentarios y opiniones personales sobre la valoración, actualización.
Sinopsis: resumen preparado por el autor, a fin de distinguir con claridad las ideas y las partes más significativas del documento.

## Características del resumen
- Da a conocer el propósito, alcance, métodos, enfoques, resultados, discusiones y conclusiones expresadas en el documento.
- Está redactado con un estilo claro, conciso y exacto.
- Usa vocabulario del autor.

- Aparece en el documento original o en publicaciones secundarias.
- Autosuficiencia: para que el lector mediante su lectura decida si le interesa acceder al documento original o no. Contendrá la información básica y la intención del documento, será tan conciso como sea posible, sin resultar por ello complicado. En general se puede decir que un resumen de unas 250 palabras será suficiente para la mayoría de los artículos y capítulos de monografías. En notas y comunicaciones breves, 100 palabras serán suficientes, y en los documentos más largos, como por ejemplo, las tesis, el resumen no debe exceder de las 500 palabras. Las ideas del autor deben expresarse en un lenguaje sencillo y preciso. Debe transferir exactamente las ideas del autor, sin omisiones, agregados o distorsiones, con el empleo de términos justos eludiendo la redundancia y la repetición.
- Brevedad: el analista tratará de no extenderse inútilmente.

## Lo que implica resumir
- Tener espíritu analítico y capacidad de síntesis. Poseer habilidades para reconocer cuáles son los elementos importantes del texto y así poder eliminar material trivial.
- Saber cuándo un grupo de unidades de información, términos o acciones se pueden agrupar bajo un término genérico que los incluya.
- Poder identificar las ideas principales de los segmentos del texto o inventar una oración principal, en el caso de que ésta no exista, en un párrafo nuevo.
- Ser objetivo, la redundancia hará que el producto final sea de mala calidad.
- Debe ser una versión coherente del texto original.

### Normas básicas para su redacción
Seguir el orden establecido por el autor. No quitar, cambiar o saltearse el orden. Tomar lo esencial. Evitar información innecesaria tratando de no realizar repeticiones innecesarias. Es un documento nuevo, no la repetición del original. Evitar las interpretaciones y juicios personales hacia el autor, debe ser objetivo, material informativo. Aclarar conceptos, cuando estos no quedaron muy claros por parte del autor.